# Sayyid Abul Ala Maududi
Sayyid Abul Ala Maududi (Maulana Maududi), né le 25 septembre 1903 à Aurangabad, dans l'État d'Hyderabad (Raj britannique)  et mort le 22 septembre 1979) à Buffalo, dans l'État de New York (États-Unis), est un théologien pakistanais fondamentaliste très influent qui est le fondateur du parti pakistanais Jamaat-e-Islami. Il envisageait la création d’un État islamique unifié, fondé sur l’application rigoureuse de la loi religieuse (Charia), qui s’étendrait progressivement à tout le sous-continent indien.

## Contexte historique

### Biographie
Maududi est né le 25 septembre 1903 à Awrangâbâd dans l'état indien de Hyderabad. Sa famille prétend descendre directement de Khadja Kutb Edine Mawdud.

### Enfance
Assez jeune, on donne à Maududi une instruction à domicile, il "reçut l'enseignement religieux des mains de son père et de nombre de précepteurs qu'il employait." Il entreprit cependant rapidement des études formelles dans une école et compléta son éducation secondaire à la Madrasa Furqaniyah. Il accomplit ses études supérieures à Darul Uloom à Hyderabad en Inde. Elles sont interrompues par la maladie et la mort de son père et il achève ses études en dehors des institutions d'enseignement régulières. Sa formation comprend un peu des matières d'une école moderne, telles que les langues européennes et particulièrement l'Anglais. Selon certaines sources il traduit The New Woman de Qasim Amin en Ourdou à l'âge de quatorze ans et près de 3.500 pages d'Asfar, l'œuvre du penseur persan mystique Molla Sadra Shirazi.

### Éducation
Dans son éducation formelle, Syed Maududi est admis directement dans la 8e classe de la Madrasa Furqania (Aurangabad) où il dépasse ses condisciples en tous points, malgré sa jeunesse. C'est l'époque ou Maududi est attiré par la Physique, la Chimie et les Mathématiques. Il passe l'examen de Molvi (Métrique) et obtient son admission en Molvi Alam (Intermédiaire). Entre-temps, son père déménage à Bhopal où il est victime d'une sévère attaque de paralysie et meurt en ne laissant rien sur son compte bancaire car il appartenait à une famille de la classe moyenne. En conséquence le jeune Maududi doit interrompre ses études à cause de ses difficultés financières.

## Lutte politique

### Fondation du Jamaat-i-Islami
Le 13 avril 1939 (jour d'Iqbal), Maududi s'adresse, en langue anglaise, au Gouverneur britannique, dans l'enceinte de l'Hôtel de Ville de Lahore. Cette adresse est recueillie, retranscrite et publiée par la Fédération Islamique Internationale des Organisations d'Étudiants (IIFSO, Salimah, Koweït). Il reproche la politique coloniale européenne et présente le Djihad comme une légitime défense des peuples musulmans à l'exploitation. Il jette les bases du Credo Révolutionnaire de l'Islam et, par là, est un des auteurs et penseurs les plus radicaux du Djihad moderne. Il rejoint l'Égyptien Sayyid Qutb dans ses écrits.
En 1941, Maududi fonde le Jamaat-i-Islami (JI) dans les Indes britanniques. C'est un mouvement politique religieux destiné à promouvoir les valeurs islamiques et leur pratique.

### Lutte politique
Au début de la lutte pour la création de l'état du Pakistan, Maududi et son parti critiquent les autres dirigeants de la Ligue Musulmane qui veulent faire du Pakistan un état pour les Musulmans et non un État Islamique. Après avoir réalisé que l'Inde allait être partitionnée et que le Pakistan allait être créé, il commence le combat pour faire du Pakistan un État Islamique. Maududi déménage au Pakistan en 1947 et s'engage pour la transformation en état islamique, avec comme résultat de fréquentes arrestations et de longues périodes d’incarcération.
En 1953, avec le JI, il lance une campagne contre la Communauté d'Ahmadiyyia au Pakistan avec comme résultat les Émeutes de Lahore (1953) et la déclaration sélective de la loi martiale. Il est arrêté par le déploiement militaire dirigé par le Lieutenant-Général Azam Khan, qui comprenait aussi Rahimuddin Khan et condamné à mort sous l'accusation d'avoir écrit un pamphlet de propagande sur l'Ahmadiyyia. Il saisit l'occasion de lancer un recours en grâce plutôt que de chercher la clémence. Une forte pression populaire finalement convainquit le gouvernement de commuer la sentence de mort en emprisonnement à vie. Finalement, sa condamnation est annulée.

## Fin de vie
En avril 1979, la maladie rénale chronique de Maududi empire et, de plus, il a des problèmes cardiaques. Il part pour les États-Unis pour un traitement et est hospitalisé à Buffalo, New York, où son second fils travaille comme médecin. Pendant son hospitalisation, il conserve son activité intellectuelle.
À la suite de quelques opérations chirurgicales, il meurt le 22 septembre 1979 âgé de 76 ans. Ses funérailles ont lieu à Buffalo, mais il est enterré dans une tombe sans inscriptions dans sa résidence d'Ichhra, Lahore après une grande procession funéraire à travers la ville.

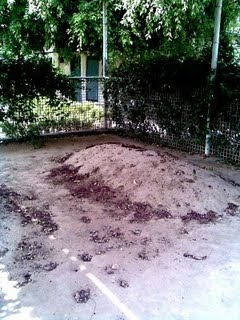
Tombe de Sayyid Abul Ala Maududi

## Croyances islamiques et idéologie
Maududi a écrit environ 120 livres et libelles, prononcé au moins 1 000 discours et déclarations de presse. Son œuvre maitresse est les 30 années consacrées à la traduction (tafsir) en Ourdou du Coran Tafhim ul-Qur’an (La signification du Coran) destinée à donner au Coran une supposée auto-interprétation. Il devient vite largement lu en Indochine et est traduit en plusieurs langues.

### Islam
Maududi donne une vue d'ensemble des Musulmans, pas ceux qui suivent la religion de l'Islam, mais l'ensemble : « Toute chose dans l'univers est 'Musulman' car obéissant à Dieu en se soumettant à Ses lois ». La seule exception à cet univers des Musulmans sont les êtres humains qui ne suivent pas l'Islam.
Concernant les non-musulmans :

« Sa langue réelle qui, mise au compte de son ignorance, plaide la négation de Dieu ou professe des divinités multiples, est dans sa véritable nature de 'Musulman' ... L'homme qui nie Dieu est appellè Kafir (dissimulateur) car il dissimule sa dissimulation par son incrédulité qui est inhérente à sa nature profonde et embaumée dans son âme. L'ensemble de ses fonctions corporelles est en accord avec cet instinct. La réalité lui devient étrangère et il est dans l'obscurité. »

— Maududi
Maududi professe que l'Islam est une "religion" dans le sens le plus large du terme. Il déclare : « l'Islam n'est pas une ‘religion’ dans le sens où ce terme est communément admis. C'est un système comprenant tous les aspects de la vie. L'Islam signifie politique, économie, législation, science, humanisme, santé, psychologie et sociologie. C'est un système qui ne fait aucune discrimination basée sur la race, couleur, langue ou autre critères externes. Il s'applique à toute l'humanité. Il veut atteindre le cœur de chaque être humain." »

Il déclare en 1939 : 

« [...]nous découvrons deux malentendus fondamentaux et majeurs. Le premier malentendu est celui qui considère l’Islam comme une religion dans le sens conventionnel du terme « religion ». Le second malentendu est de considérer les Musulmans comme une « Nation » dans le sens technique de ce terme. Ces deux malentendus ont non seulement confondu le concept de « Djihad » mais ont changé l’image de l’Islam tout entier et ont présenté une vue d’ensemble erronée du peuple Musulman. »

— op. cit. Maududi 13 octobre 1939, p. 2

### Coran
Selon Maududi : « Le Coran n'est pas un livre de théories abstraites et d'idées froides, qu'on peut appréhender assis dans une confortable fauteuil à accoudoirs. Pas plus qu'il n'est simplement un livre religieux comme les autres, dont les contenus peuvent être saisis dans des séminaires ou des oratoires. Au contraire, c'est un Livre qui contient un message, une invitation, qui engendre un mouvement. Au moment où il est envoyé, il interpelle un homme pieux et tranquille pour lui faire abandonner sa vie de solitude et le confronter avec le monde qui vit en rébellion contre Allah. Il lui suggère d'élever sa voix contre le mensonge et le jette dans une âpre bataille contre les seigneurs de l'incrédulité, malveillance et iniquité. Une après l'autre, de chaque maison, il tire chaque âme pure et noble et les rassemble sous la bannière de la vérité. Dans chaque partie du pays, il fait se lever tous les maliceux et les corrompus qui engagent la guerre contre les porteurs de la vérité. »

### Charia
Maududi pense que sans la Charia (loi) la société musulmane ne pouvait pas être islamique : 

« Si une société islamique décide en conscience de ne pas accepter la Charia, et décide d'instaurer sa propre Constitution et ses lois ou les emprunte d'une autre source ne tenant pas compte de la Charia, une telle société rompt le contrat avec Dieu et perd ses droits à être appelée 'Islamique' »

— Maududi
Maududi s'étend aussi sur sa vision de l'État Islamique et de la Charia dans son livre Islamic Way of Life (Mode de vie islamique).

### État Islamique
Pour un article plus général, voir État islamique.
La conception moderne de l'« État Islamique » est attribuée à Maududi. Dans son livre La loi Islamique et la Constitution publié en 1941 et dans des écrits subséquents, Maududi bat monnaie et popularise le terme État islamique lui-même. De même il bat monnaie et popularise dans les années 1940 le terme Révolution islamique, bien que cette expression ait été communément associée en 1979 avec la Révolution iranienne qui survint 40 ans plus tard.
L'état devrait être une « Démocratie islamique » et les trois principes sous-jacents sont :
- le tawhid ou le dieu unique,
- l'Al-risâlah (prophétie)
- le khalifa (califat)[18],[19],[20].

La sphère d'activité couverte par l'État islamique devra être étendue à toute vie humaine. Dans un tel état, personne ne peut considérer le champ de ses affaires comme personnel et privé."

L'État devra suivre la loi islamique, un système complet couvrant : 

« les relations familiales, les affaires sociales et économiques, l'administration, les droits et les devoirs des citoyens, le système judiciaire, les lois de la guerre et de la paix et les relations internationales. En raccourci, il embrasse tous les compartiments de la vie ... La Charia est un schéma complet de vie et un ordre social entièrement embrassant où rien n'est superflu et rien ne manque. »

— Maududi
L'islam doit être totalitaire, à l'image du fascisme et du communisme.
En conséquence, « tant que l'état a un gouvernement dont le dirigeant doit consulter, sa fonction est "réellement de chercher des lois, non de faire des lois". ».

Maududi croyait que la souveraineté de Dieu (hakimiya) et la souveraineté populaire (démocratie) étaient mutuellement exclusives. Cependant, alors que Maududi déclarait dans un de ses livres que 

« La démocratie prenait sa source dans l'Islam. »

La démocratie islamique selon lui était l'antithèse de la Démocratie occidentale qui transfère la hakimiya (Souveraineté de Dieu) au peuple.
Il défend la liberté individuelle et condamne la suspicion du gouvernement :

« Cet espionnage de la vie des individus ne peut se justifier sur des bases morales par le gouvernement en disant qu'elle est nécessaire pour connaître les secrets des personnes dangereuses. Bien que, à toutes les intentions et tous les buts, la base de cette politique soit la peur et la suspicion avec laquelle les gouvernements modernes regardent leurs citoyens qui sont intelligents et insatisfaits avec la politique officielle de ces gouvernements. Ceci est exactement ce que l'Islam a appelé la racine des maux en politique. L'injonction du Prophète est : "Quand le dirigeant commence à chercher les causes d'insatisfaction parmi son peuple, il leur cherche querelle" (Abu Dawud). L'émir Mu'awiyah a dit qu'il a lui-même entendu le Prophète dire "Si vous essayez de trouver les secrets du peuple, alors vous essaierez de les gâcher définitivement ou au moins d'amener le bâton de la ruine." La signification de cette phrase "les gâcher" est que quand les espions (agents du C.I.D ou F.B.I.) sont déployés autour du pays pour trouver les affaires des gens, alors le peuple est apeuré de parler librement dans ses maisons au cas où quelque mot s'échapperait des lèvres de leurs femmes ou enfants qui les mettraient dans des situations embarrassantes. De cette façon, il devient difficile à un citoyen ordinaire de parler librement, même dans sa propre maison et la société commence à souffrir d'un état général de méfiance et de suspicion. »

— Maududi

### Non-musulmans
Les droits des non-musulmans sont limités sous l'État islamique comme établi par les écrits de Maududi. Cependant "la foi, l'idéologie, les rites d'adoration ou les coutumes sociales" ne seront pas contrariées, mais les non-musulmans devront accepter la loi musulmane.

« Le Djihad ne reconnait pas leurs droits à administrer les affaires de l'État en accord avec un système qui, du point de vue islamique, est diabolique. De plus, le djihad islamique refuse également d'admettre leurs droits de continuer dans de telles pratiques sous un gouvernement islamique, elles affectent fatalement l'intérêt public du point de vue de l'Islam. »

— Maududi
Les non-musulmans doivent payer un impôt spécial appelé jizya. Cet impôt est applicable à tous les adultes non-musulmans, à l'exception des personnes âgées et des femmes, qui ne font pas de service militaire. Ceux qui servent dans l'armée sont exemptés. Tous les musulmans hommes sont astreints au service militaire obligatoire, chaque fois que l'État islamique le requiert. La Jizzya est vue comme un impôt de protection payable à l'État islamique pour la protection de ceux des adultes non-musulmans qui ne font pas de service militaire.

Maududi croyait que la copie des pratiques culturelles des non-musulmans était interdite dans l'islam, car ayant 

« des effets très désastreux sur une nation ; cela détruit la vitalité interne, brouille la vision, obscurcit les facultés critiques, nourrit un complexe d'infériorité et graduellement mais assurément pas les sources de la culture et sonne le glas. C'est pourquoi le Saint-Prophète a forcément interdit aux Musulmans pour assumer la culture et le mode de vie des non-musulmans. »

Maududi s'est violemment opposé à la secte Ahmadiyia et aux idées que les Ahmadiyyia étaient des Musulmans. Il prêcha contre cette secte The Qadiani Question et le livre The Finality of Prophethood.

### Djihad
« L'Islam souhaite détruire tous les États et gouvernements partout sur la face de la Terre qui sont opposés à l'idéologie et au programme de l'Islam, sans regarder le pays ou la nation qui instaure ces lois. Le but de l'Islam est de mettre en place sur la base de sa propre idéologie et programme, quelle que soit la nation qui assume le rôle de détenteur des normes des lois de l'Islam ou qui entreprend de saper le processus d'établissement idéologique de l’État islamique. L'Islam revendique toute la Terre, non une petite partie [...] parce que l'humanité entière doit bénéficier de l'idéologie et du programme de bien-être [de l'Islam]... À cette fin, l'Islam souhaite appuyer la mise en service de toutes les forces qui peuvent amener la révolution et un terme composite pour utiliser avec ces forces est 'Djihad'. .... l'objectif de l'Islam est d'éliminer la loi d'un système non-islamique et d'établir en lieu et place un système Islamique d'état. »

Il expliquait que le Djihad n'est pas seulement un combat pour Dieu mais également tous les efforts qui appuient ce combat rémunérateur (qitaal) : 

« Dans le djihad sur le chemin d'Allah, le combat actif n'est pas sur les champs de bataille pas plus que dans les combats en ligne. Pour seulement une simple bataille les préparatifs peuvent prendre des décennies et les plans fortement doivent être très approfondis, et tandis que pour seulement quelques milliers combattent sur la ligne de front, il y a derrière des millions engagés dans différentes tâches qui, bien que petites, contribuent directement au suprême effort. »

— Maududi

## Critiques et controverses
(septembre 2017).

### Anticolonialisme
Dans l'adresse que Maududi prononce à l’Hôtel de ville de Lahore, le 13 avril 1939, jour d’Iqbal, Maududi a certainement eu devant lui de hautes autorités représentant l’Empire britannique et il se défend devant la caricature donnée des djihadistes « « bande de fanatiques religieux en marche, avec des barbes hirsutes et des yeux fiévreux brandissant des épées tirées et attaquant les infidèles chaque fois qu’ils en rencontrent et les soumettant au fil de l’épée » ». Il dénonce un aspect de son combat passé inaperçu et qu’il convient de mentionner : 

« Ils ont eux-mêmes présenté l’image de voleurs armés jusqu’aux dents avec toutes sortes d’armes meurtrières, ont établi le pillage du monde pour la conquête de nouveaux marchés, ressources en matières premières, terres ouvertes à la colonisation et mines regorgeant de métaux précieux, ainsi pour se procurer du combustible pour leur feu toujours plus ardent d’avarice. Ils combattent non pour la cause de Dieu mais pour la satisfaction de leurs instincts et appétits. Pour eux, pour envahir une nation, est une excuse suffisante si le dit territoire contient des mines ou si les terres regorgent de silos de récoltes ou d’huile, découverts là pour être exploitée comme un marché profitable pour leurs produits manufacturés ou pour que leurs populations excédentaires puissent s’établir sur les terres de leurs victimes ciblées. »

— Maududi 1939 (en) pp. 1-2, trad. Raymond Gimilio
 Il dénonce le colonialisme anglais et en général celui des nations européennes. Il confond lors le Djihad avec une lutte menée aussi contre le colonialisme. Nous sommes à l'aube de la 2e Guerre mondiale.

### Ascientificité
Dans son livre comprendre l'Islam Sayyid Abul Ala Maududi tente de s'appuyer sur la science et utilise le mot loi dans deux sens très différents sans les expliciter comme s'ils étaient identiques. Il utilise indifféremment  "loi" pris dans un sens scientifique pour désigner les déductions de la science pour rendre compte des phénomènes ce type de loi est loin d'être immuable et ne progresse que par la controverse (sinon il faudrait remettre en vigueur le système de Ptolémée pour rendre compte du mouvement des astres) et loi dans un deuxième sens : celui de lois édictées par les humains en société à travers le droit qu'il soit ou non religieux. Après avoir conclu que le soleil la lune sont musulmans parce qu'ils suivent des lois qui leur ont été "prescrites" (confusions avec les prescriptions du droit dans les sociétés humaines, et les lois inférées pour rendre compte des phénomènes) il en vient à  affirmer que "Tout dans l'univers est musulman car tout obéit aux lois qui ont été assignées par Dieu" (p.17). Il en arrive à l'aporie suivante : bien que faisant partie de l'univers l'homme est libre, il n'est donc pas musulman ce qui contredit l'affirmation que tout dans l'univers est musulman. Il en arrive à l'absurdité suivante : l'homme avant même sa conversion est musulman (montrant à son insu la contingence de la conversion et son aspect dérisoire) sans le savoir "il obéissait déjà inconsciemment" à ces lois (p.17).

### Politique
Un reproche général repris par un critique est « que la théocratie (théo-démocratie) est un » : 

« État idéologique dans lequel les législateur ne légifèrent pas, les citoyens votent seulement pour réaffirmer l’applicabilité permanente de la loi de Dieu, les femmes s’aventurent rarement hors de leurs maisons de peur de troubler l’ordre social, où les non-musulmans sont tolérés comme éléments étrangers à qui on exige d’exprimer leur loyauté en payant une contribution financière. »

— dans Choueiri, p.111, cité dans Ruthven, p.70
Sur un niveau plus conceptuel, le journaliste et auteur Abdelwahab Meddeb soulève la question sur la base d’un raisonnement de Maududi concernant la souveraineté d’un authentique état islamique qui doit être divin et non populaire, disant « Maududi a construit un système politique cohérent, lequel est entièrement une manipulation. » C’est la manipulation d’un mot arabe « hukm », habituellement défini comme « Exercice du pouvoir de gouverner, de prononcer une phrase, de juger entre deux parties, d’être reconnu (en médecine, en philosophie), d’être sage, prudent, possédant un jugement apprécié. ». Le Coran contient la phrase « hukm est Dieu » lui-même, ce qui en accord avec Maududi, Dieu – dans la forme de la Charia [loi islamique] – doit gouverner. Mais Meddeb argue qu’une lecture complète de l’Aya, où la phrase apparaît, révèle qu’elle se réfère à la supériorité de Dieu sur les idoles païennes, non dans Son rôle dans le gouvernement.

« Ceux qui sont adorés, en dehors de Lui, ne sont rien sinon des noms que vous et vos pères leur ont donné. Dieu ne leur a donné aucune autorité. "Hukm" est Dieu lui-même. Il a commandé que vous n’adoriez personne d’autre que Lui. Telle est la vraie religion, mais la plupart des gens ne le sait pas »

— Sourate YOUSOUF (JOSEPH) 12:40
Les commentateurs du Coran n’oublient jamais de nous rappeler que ce verset est dédié à l’insignifiance des divinités associées (pardras) que les idolâtres ([associateurs]) prient à l'instar de Dieu.
Les idées d’Abdelwahab Meddeb sont contredites par des universitaires islamiques comme Cheikh Salih al-Fawzan. Il écrit dans son livre Aqidah ul-Tawhid : « Celui qui accepte une loi autre que celle d’Allah attribue un partenaire à Allah. Bien que cet acte d’idolâtrie ne soit pas légiféré (hukam) par Allah et son messager, il est Bid'ah, et chaque Bid'ah est un moyen de déviation […]. Toute autre loi n'est régie (hukam) ni par Allah ni par Son messager, en politique ou pour trancher dans les conflits des gens, c’est considéré comme la loi du Taghut et Jahiliyyah. Allah dit : Est-ce qu’ils cherchent le jugement de Jahiliyyah ? Et qui est meilleur qu’Allah comme juge pour un peuple qui a une foi ferme ? (Coran 5:50). Le droit de légaliser ou d’interdire appartient aussi à Allah et nul n’est autorisé à partager ce droit avec Lui. Allah dit : Et ne goûtez pas de ce sur quoi Allah ne s’est pas prononcé, pour sûr c’est de la désobéissance. Et certainement Satan inspire leurs amis pour arguer avec vous. Et si vous leur obéissez, alors vous êtes polythéiste (Coran 6:121). »
Maududi est aussi critiqué pour son opposition précoce à Mohammed Ali Jinnah, le leader du courant destiné à créer le Pakistan. Cependant, plus tard, Maududi a changé ses idées et soutenu l’État du Pakistan,.

### Clergé
Maududi fait face à une hostilité soutenue de la part que quelques religieux conventionnels du Pakistan. Cependant, de telles attaques contre les travaux de Maududi n’ont pas affecté leur influence à grande échelle dans la communauté Islamique laquelle n’est pas entrée en conflit avec la majeure partie des thèses de Maududi. La seule chose qui a été controversée fut l’emploi par Maududi de certains termes relatifs aux Prophètes islamiques et aux Compagnons de Mohammed.

## Héritage
L’influence de Maududi est très étendue. En accord avec l’historien Philip Jenkins, les Égyptiens Hassan el-Banna et Sayyid Qutb ont lu ses écrits. Qutb « emprunta et répandit » ses concepts. Les concepts de Maududi, bien qu’étant un phénomène moderne et pré-islamique, pourraient correspondre  aux besoins d'un mouvement d’avant-garde islamiste. Ses idées ont influencé le juriste palestinien Abdullah Azzam. La diaspora d’Asie du Sud, incluant un nombre significatif en Grande-Bretagne, a été considérablement influencée par les travaux de Maududi. Maududi a eu un impact majeur sur le Chiisme et l’Iran, ou l’ayatollah Rouhollah Khomeini est présumé avoir rencontré Maududi au début de 1963 ; il a ultérieurement traduit ses travaux en farsi. « Actuellement, la rhétorique de la révolution iranienne reprend souvent la thématique de Maududi. ».
Une critique de fond est portée sur cette pensée par le philosophe franco-tunisien Abdelwahab Meddeb.

## Principaux jalons
(juin 2022).
- 1903 : Naissance à Aurangabad, Hyderabad Deccan, Inde,
- 1918 – Commence sa carrière comme journaliste au journal Bijnore.
- 1920 – Recruté comme éditeur du quotidien Taj, Jabalpur.
- 1921 – Apprend l’arabe avec Maulana Abdul Salam Niazi à Delhi
- 1921 – Recruté comme éditeur qu quotidien Muslim ([Le Musulman]).
- 1926 – Rejoint le « Sanad of Uloom e Aqaliya wa Naqalia » de Darul Uloom Fatehpuri, Delhi.
- 1928 – Rejoint le « Sanad in Jamay Al-Tirmidhi and Muatta », Imam Malik Form comme professeur.
- 1925 – Recruté comme éditeur de Al-Jameeah, New Delhi.
- 1927 – Écrit Al- Jihad fil Islam.
- 1930 – Écrit et publie le fameux livret "Al- Jihad fil Islam.
- 1933 – Lance le Tarjuman-ul-Qur'an d’Hyderabad (Inde)
- 1937 – Âgé de 34 ans, introduit en Asie du Sud le premier poète-philosophe, Allama Muhammad Iqbal, par Chaudhry Niaz Ali Khan à Lahore[43]
- 1938 – Âgé de 35 ans, déménage de Hyderabad (Deccan) vers Pathankot et rejoint le « Dar ul Islam Trust Institute », qui avait été établi en 1936 par Chaudhry Niaz Ali Khan sur les conseils d’Allama Muhammad Iqbal pour lequel Chaudhry Niaz Ali Khan avait donné 66 acres de terrain de son vaste domaine de Jamalpur (1000 acres), 5 km à l’ouest de Pathankot[43]
- 1941 – Fonde la Jamaat-e-Islami Hind à Lahore, rémunèré comme Emir.
- 1942 – Le quartier général de la Jamaat est transfèré à Pathankot.
- 1942 – Commence l’écriture d’un commentaire du Coran intitulé Tafhim-ul-Quran.
- 1947 – Le quartier général pakistanais de Jamaat-e-Islami est transfèré à Lahore (Ichhra).
- 1948 – Campagne pour une constitution et un gouvernement islamiques au Pakistan.
- 1948 – Jeté en prison par le gouvernement pour une fatwa sur le Djihad au Cachemire.
- 1949 – Le gouvernement accepte la résolution de la Jamaat sur la constitution islamique.
- 1950 – Libéré de prison
- 1953 – Condamné à mort pour sa participation islamique dans l’agitation contre l’Ahmadisme dans l’écriture d’un livret sus les Qadiani Problem. Il fut condamné par une cour militaires mais ne fut jamais exécuté[44];
- 1953 – Sentence de mort commuée en emprisonnement à vie et annulée ultérieurement[44].
- 1958 – La Jamaat-e-Islami est interdite par la Loi Martiale par l’Administrateur Militaire de la Loi, le Maréchal Ayub Khan.
- 1964 – Comdamné à la prison.
- 1964 – Libéré de prison.
- 1971 – Il ordonne à ses partisans de se battre pour sauver le Pakistan Unifié.
- 1972 – Termine l’ouvrage Tafhim-ul-Quran
- 1972 – Démissionne de sa charge d’Emir de la Jamaat
- 1978 – Publie son dernier livre "Seerat-e-Sarwar-e-Aalam" en deux volumes.
- 1979 – Part aux États-Unis pour suivre un traitement médical.
- 1979 – Meurt aux États-Unis[45]
- 1979 – Enterré à Ichhra, Lahore